# 涌溪乡
涌溪乡，是中华人民共和国贵州省黔东南苗族侗族自治州镇远县下辖的一个乡镇级行政单位。

## 行政区划
涌溪乡下辖以下地区：
涌溪村、芽溪村、洞头村、中屯村和古楼坪村。